# Empire Award du meilleur film
Les Empire Awards du meilleur film sont des prix qui sont décernés chaque année depuis 1996 par le magazine de cinéma britannique Empire.
Les récompenses sont votées par les lecteurs du magazine, choisissant dans une liste de films sortis l'année précédant celle de la cérémonie.

## Palmarès

### Années 1990
- 1996 : Braveheart
- 1997 : Se7en
- 1998 : Men in Black
- 1999 : Titanic

### Années 2000
- 2000 : Matrix
- 2001 : Gladiator
  - American Beauty
  - High Fidelity
  - Magnolia
  - Tigre et Dragon (臥虎藏龍)
- 2002 : Le Seigneur des anneaux : La Communauté de l'anneau (The Lord of the Rings: The Fellowship of the Ring)
  - A.I. Intelligence artificielle (Artificial Intelligence: A.I.)
  - Harry Potter à l'école des sorciers (Harry Potter and the Philosopher's Stone)
  - Moulin Rouge
  - Les Autres (The Others)
- 2003 : Le Seigneur des anneaux : Les Deux Tours (The Lord of the Rings: The Two Towers)
  - Meurs un autre jour (Die Another Day)
  - Minority Report
  - Les Sentiers de la perdition (Road to Perdition)
  - Spider-Man
- 2004 : Le Seigneur des anneaux : Le Retour du roi (The Lord of the Rings: The Return of the King)
  - Retour à Cold Mountain (Cold Mountain)
  - Kill Bill : Volume 1
  - Pirates des Caraïbes : La Malédiction du Black Pearl (Pirates of the Caribbean: The Curse of the Black Pearl)
  - X-Men 2
- 2005 : La Mort dans la peau (The Bourne Supremacy)
  - Collatéral (Collateral)
  - Kill Bill : Volume 2
  - Spider-Man 2
  - Les Indestructibles (The Incredibles)
- 2006 : King Kong
  - Collision (Crash)
  - Sin City
  - Star Wars, épisode III : La Revanche des Sith (Star Wars, Episode III: Revenge of the Sith)
  - La Guerre des mondes (War of the Worlds)
- 2007 : Casino Royale
  - Le Labyrinthe de Pan (El Laberinto del fauno)
  - Superman Returns
  - Les Infiltrés (The Departed)
  - Vol 93 (United 93)
- 2008 : La Vengeance dans la peau (The Bourne Ultimatum)
  - Harry Potter et l'Ordre du phénix (Harry Potter and the Order of the Phoenix)
  - Ratatouille
  - L'Assassinat de Jesse James par le lâche Robert Ford (The Assassination of Jesse James by the Coward Robert Ford)
  - Zodiac
- 2009 : The Dark Knight : Le Chevalier noir (The Dark Knight)
  - Iron Man
  - No Country for Old Men
  - There Will Be Blood
  - WALL-E

### Années 2010
- 2010 : Avatar
  - Démineurs (The Hurt Locker)
  - District 9
  - Inglourious Basterds
  - Star Trek
- 2011 : Inception
  - Kick-Ass
  - Scott Pilgrim (Scott Pilgrim vs. the World)
  - Le Discours d'un roi (The King's Speech)
  - The Social Network
- 2012 : Harry Potter et les Reliques de la Mort, 2e partie (Harry Potter and the Deathly Hallows, Part 2)
  - Drive
  - Millénium, les hommes qui n'aimaient pas les femmes (The Girl with the Dragon Tattoo)
  - La Planète des singes : Les Origines (Rise of the Planet of the Apes)
  - La Taupe (Tinker Tailor Soldier Spy)
- 2013 : Skyfall
  - Django Unchained
  - Le Hobbit : Un voyage inattendu (The Hobbit: An Unexpected Journey)
  - The Dark Knight Rises
  - Avengers (The Avengers)
- 2014 : Gravity
  - Twelve Years a Slave
  - Capitaine Phillips (Captain Phillips)
  - Le Hobbit : La Désolation de Smaug (The Hobbit: The Desolation of Smaug)
  - Hunger Games : L'Embrasement (The Hunger Games: Catching Fire)
- 2015 : Interstellar
  - Imitation Game (The Imitation Game)
  - Le Hobbit : La Bataille des Cinq Armées (The Hobbit: The Battle of the Five Armies)
  - La Planète des singes : L'Affrontement (Dawn of the Planet of the Apes)
  - Boyhood
- 2016 : The Revenant
  - Les Huit Salopards (The Hateful Eight)
  - Mad Max: Fury Road
  - Seul sur Mars (The Martian)
  - Star Wars, épisode VII : Le Réveil de la Force (Star Wars: The Force Awakens)
- 2017 : Rogue One: A Star Wars Story
  - Hunt for the Wilderpeople
  - Premier Contact (Arrival)
  - La La Land
  - Deadpool
- 2018 : Star Wars, épisode VIII : Les Derniers Jedi (Star Wars: The Last Jedi)
  - Get Out
  - Call Me by Your Name
  - Thor : Ragnarok
  - Wonder Woman